# Karlo IV., vojvoda Anjoua
Karlo (1446. – 10. prosinca 1481.) bio je vojvoda Anjoua i grof Mainea.
Sin Karla, grofa Mainea i gospe Izabele, Karlo IV. naslijedio je oca kao grof Mainea, Guisea, Mortaina i Giena 1472. godine. Također, Karlo IV. naslijedio je svog strica Renata kao vojvoda Anjoua i grof Provanse 1480. Renato je bio napuljski kralj; Renatova je kći Jolanda dobila Bar u posjed. Budući da je naslijedio Renata, Karlo je rabio titulu kalabrijskog vojvode.
Godine 1474., Karlo se oženio Ivanom Lorenskom, koja je umrla 25. siječnja 1480. Ivana i Karlo nisu imali djece. 
Karlo je svoje posjede ostavio svom bratiću Luju XI. Francuskom.